# Маргарета Еріксдоттер Ваза
Маргарета Еріксдоттер Ваза (1497 — 31 грудня 1536), також відома як Маргарета Ваза та Маргарета Гої, — шведська шляхтичка, сестра короля Швеції Густава I. У період між 1525 і 1534 роками вона кілька разів командувала Виборзьким замком у період відсутності свого чоловіка.

## Біографія

### Ранні роки
Маргарета народилася у сім'ї Еріка Йоганссона Вази та Сесілії Монсдоттер і, таким чином, була сестрою майбутнього короля Густава Вази. Ніякої інформації про її дитинство не збереглося, але відомо, що вона вміла говорити як шведською, так і німецькою мовами, що вона вміла читати й писати (це вміли не всі представники шляхти того періоду), а також виявляла інтерес до літератури: вона віддала своїх власних доньок до школи в абатстві Ско у віці п'яти років, і ймовірно, вона сама також провела певний період у школі монастиря, що на той час було звичайною справою для шведської знаті.
30 березня 1516 року вона вийшла заміж за риксрада Йоакіма Браге в палаці Три корони. Весілля влаштував шведський регент Стен Стуре Молодший: дружина була відданою послідовницею Стуре, а регент був одружений з її тіткою Крістіною Ґілленстієрні.
У листопаді 1520 року Маргарета з чоловіком були присутні на коронації Кристіана II Данського як короля Швеції. Її чоловік і батько серед інших стали жертвами Стокгольмської кривавої лазні. Маргарета та її діти разом із матір'ю, сестрою Емерентією, бабусею Сігрід Ескілсдоттер (Банер) і тіткою Крістіною Ґілленстієрною були серед жінок і дітей, пов'язаних зі страченими, їх ув'язнили у Стокгольмському замку, а потім перевели до сумнозвісного Блаторна («Блакитна башта») Копенгагенського замку наступного літа.
У хроніці її сина Пера Браге Старшого (який був з нею під час полону) описується полон шведської шляхти у Данії: «Вони були дуже обмежені в їжі та питті […]. Навряд чи їм вистачало для підтримки життя, але вони працювали, щоб їх погодували»: король Швеції Густав I використовував поводження з ними в полоні у своїй пропаганді проти Кристіана II та стверджував, що данський монарх морив голодом жінок і дітей, які лише вижили завдяки милосердю королеви Данії Ізабелли Габсбург. Багато ув'язнених жінок і дітей померли, серед них мати Маргарети Сесілія, сестра Емерентія та двоюрідна сестра Магдалина, хоча причиною смерті вказали чуму, яка на той момент використовувалася для класифікації різних хвороб.

### Сестра короля
У 1524 році Маргарету звільнили, вона повернулася до Швеції, де її брат, Густав I, був королем. У серпні того ж року вона була заручена з німецьким графом Іоанном VII Гоя і Брокенгузеном. Весілля відбулося 15 січня 1525 року у Стокгольмі. Шлюб влаштував її брат з політичних мотивів. Під час його раннього правління німецькі дворяни Іоанн VII Гоя та Беренд фон Мелен належали до найбільш надійних союзників короля, і він організував шлюб між Іоанном VII Гоєю та сестрою Маргаретою та Берендом фон Меленом і троюрідною сестрою Маргаретою задля їхньої лояльності: проте шлюби викликали суперечки серед селян, які не любили німців навколо короля та критикували їх та іноземні шлюби, зокрема й шлюб короля з німецькою принцесою Катериною Саксен-Лауенбурзькою. Після їхнього весілля король Густав надав губернаторство Виборзьким замком (важливим опорним пунктом проти Росії) Іоанну VII Гої, а Кальмарським замком (важливим опорним пунктом проти Данії) Беренду фон Мелену.
Навесні 1525 року Маргарета оселилася у Виборзькому замку у Фінляндії і, за звичаєм того часу, відповідала за посаду свого чоловіка та командувала фортецею у період його відсутності через доручення короля. Вона листувалася зі своїм братом королем як на політичні, релігійні, так і на особисті теми, листи частково збереглося. Маргареті не подобалося її життя у Фінляндії, вона боялася росіян і просила дозволу повернутися до Швеції, але він відмовив, заявивши, що вона потрібна там. Під час шведської Реформації вона висловила занепокоєння чутками про те, що її брат руйнує церкви та монастирі, їй це повідомив капелан, але він відповів, що вона, безперечно, здатна відрізнити правду від брехні, і що очікує, що вона допитає та покарає капелана за такі зрадливі думки.
У 1528 році вона відвідала Любек у Німеччині. Після повернення до Швеції у квітні 1529 року її та Вульф Гіл схопив мер Єнчепінга Нільс Арвідссон. Цей інцидент став початком вестготського повстання знаті проти шведської Реформації. У травні її брат успішно приборкав повстання, і вона була звільнена неушкодженою.
Влітку 1531 року Маргарету та Іоанна Гою поставили на чолі флоту «найвищих лордів і леді королівства», який супроводжував наречену короля Катерину Саксен-Лауенбурзьку з Німеччини на її весілля з королем у Стокгольмі. Маргарета цікавилася літературою та листувалася з єпископом Гансом Браском, з яким обговорювала й обмінювалась книгами.

### Вигнання
У червні 1534 року під час графської війни Іоанн VII Гоя порвав з Густавом I та поїхав зі Швеції до Німеччини. Невдовзі він приєднався до графської війни та воював проти Швеції. Маргарета супроводжувала Йогана до Німеччини зі своїми дітьми, і їх втеча привернула увагу та погану славу про Густава I навколо Балтійського моря. Король написав їй і просив покинути свого чоловіка-зрадника та повернутися до Швеції, але вона відмовилася, побоюючись ув'язнення після повернення. Її син Пер Браге Старший пізніше заявив, що насправді вона хвилювалася не заради себе, а заради своїх двох синів від другого шлюбу, оскільки вони були потомками Іоанна VII Гої, «тому вона не хотіла брати їх з собою, ні розлучитися з ними».
Коли вона овдовіла у червні 1535 року, вона запитала свого брата, чи не змусить він її вийти заміж за домовленістю, якщо вона повернеться. Коли він ухилився від відповіді на запитання, а лише відповів, що її повернення — це добре, а у разі відмови, може робити що хоче, вона вирішила залишитися за кордоном. Вона померла у Таллінні, Естонія.
Після смерті Маргарети король попросив її сина від першого шлюбу повернутися до Швеції, на що він погодився після переговорів зі своїм зятем і сестрою Брітою у Швеції.

## Сім'я
1. Йоакім Браге (помер у 1520 році під час Стокгольмської кривавої лазні)
  1. Мауріц (1517 року — помер молодим)
  2. Бріта Йоакімсдоттер Браге (1518—1554), у 1531 році побралася з бароном Біргером Нільссоном Грипом.
  3. Оллегорд Йоакімсдоттер Браге (1519—1527), померла в абатстві Ско, де навчалася у школі.
  4. Пер Браге (1520—1590)
2. Іоанн VII Гоя (помер у 1535 році у графській війні на Фюні, Данія)
  1. Йоганн (1529—1574), єпископ Оснабрюка.
  2. Йобст, співад'ютор у Кельні. Він потрапив у полон до Франца фон Галле і помер у в'язниці[5][6].